# Karkoszki (powiat radomszczański)
Karkoszki – wieś w Polsce położona w województwie łódzkim, w powiecie radomszczańskim, w gminie Gomunice.

## Historia
Oddział pancerny Wehrmachtu w dniu 4 września 1939 spalił 20 zabudowań gospodarczych we wsi. Zastrzelił trzech rolników próbujących ratować swój dobytek.
W latach 1975–1998 miejscowość należała administracyjnie do województwa piotrkowskiego.